# Folda (Nordland)
El Folda és un fiord situat al comtat de Nordland (Noruega), als municipis de Bodø, Steigen i Sørfold. Acaba en el Vestfjorden, a aproximadament uns 40 quilòmetres al nord-est de Bodø. El fiord de Folda té multitud de braços que parteixen del fiord principal. Hi ha dos branques principals: el Nordfolda (a Steigen) i el Sørfolda (a Bodø i Sørfold). Compta amb aproximadament 60 quilòmetres de longitud, incloent les diferentes ramificacions.